# Måre
Måre er en landsby på Fyn med 518 indbyggere  (2024). Måre er beliggende fem kilometer nordvest for Ørbæk, 17 kilometer sydvest for Nyborg og 21 kilometer sydøst for Odense. Byen tilhører Nyborg Kommune og er beliggende i Region Syddanmark. Den hører til Herrested Sogn.
Herrested er sammenvokset med Måre og Herrested Kirke og havde en skole indtil den blev lukket i 2011 og eleverne overflyttet til Firkløverskolen i Ørbæk.

## Historie
Herrested havde en kort periode fra begyndelsen af det 13. århundrede til 1415 købstadsstatus. Valdemar Sejr tildelte sandsynligvis første gang byen privilegiet et sted mellem 1202 og 1241, men det første kendte privilegium er fra 1252. Den korte afstand til Nyborg og manglen på afgang til vandvejene begrænsede Herresteds udviklingsmuligheder betydeligt, og byen gik derfor tilbage til at have status som landbirk.